# FC Red Star Merl-Belair
Le FC Red Star Merl-Belair est un club de football luxembourgeois, créé le 9 avril 1927. L'équipe évolue dans le championnat luxembourgeois de deuxième division.
Le club passe 7 saisons en 1re division : de la saison 1952-1953 à la saison 1956-1957, puis en 1973-1974 et en 1974-1975.

## Palmarès
- Coupe du Luxembourg :
  - Finaliste : 1952
  - COUPE FLF
  - Vainqueur en 2017